# Campionati mondiali di sollevamento pesi 2019 - 55 kg femminile
Le gare di sollevamento pesi della categoria fino a 55 kg femminile — pesi piuma — dei campionati mondiali del 2019 si sono svolte dal 19 al 20 settembre 2019 a Pattaya presso l'Eastern National Sports Training Center.
Il 9 febbraio 2019 sette atlete thailandesi – tra le quali tre detentrici del titolo mondiale – risultarono positive ai controlli antidoping; un mese più tardi, la Thailandia si autosospese dalla partecipazione ai mondiali, pur mantenendo l'organizzazione. Sukanya Srisurat, una delle atlete, nel febbraio del 2020 fu squalificata – retroattivamente – per quattro anni, dal gennaio 2019 al gennaio 2023, perdendo anche i due record mondiali che deteneva al momento della disputa dei campionati.

## Programma
L'orario indicato corrisponde a quello thailandese (UTC+07:00)
| Data              | Orario | Evento   |
| ----------------- | ------ | -------- |
| 19 settembre 2019 | 08:00  | Gruppo D |
| 19 settembre 2019 | 22:30  | Gruppo C |
| 20 settembre 2019 | 14:25  | Gruppo B |
| 20 settembre 2019 | 20:25  | Gruppo A |

## Medagliate
Per ciascun esercizio, le prime tre classificate sono le seguenti:
| Esercizio | Oro            | Oro    | Argento        | Argento | Bronzo          | Bronzo |
| --------- | -------------- | ------ | -------------- | ------- | --------------- | ------ |
| Strappo   | Zhang Wanqiong | 99 kg  | Liao Qiuyun    | 98 kg   | Muattar Nabieva | 96 kg  |
| Slancio   | Liao Qiuyun    | 129 kg | Zhang Wanqiong | 123 kg  | Hidilyn Diaz    | 121 kg |
| Totale    | Liao Qiuyun    | 227 kg | Zhang Wanqiong | 222 kg  | Hidilyn Diaz    | 214 kg |

## Record
Prima di questa competizione, i record mondiali esistenti erano i seguenti:
| Record mondiale | Strappo | Sukanya Srisurat Li Yajun | 105 kg 102 kg | Aşgabat, Turkmenistan Aşgabat, Turkmenistan | 3 novembre 2018 |
| Record mondiale | Slancio | Liao Qiuyun               | 128 kg        | Ningbo, Cina                                | 22 aprile 2019  |
| Record mondiale | Totale  | Sukanya Srisurat Li Yajun | 232 kg 225 kg | Aşgabat, Turkmenistan Aşgabat, Turkmenistan | 3 novembre 2018 |

## Risultati
| Pos. | Atleta                        | Gr. | Peso atleta | Strappo (kg) | Strappo (kg) | Strappo (kg) | Strappo (kg) | Slancio (kg) | Slancio (kg) | Slancio (kg) | Slancio (kg) | Totale   |
| Pos. | Atleta                        | Gr. | Peso atleta | 1            | 2            | 3            | Pos.         | 1            | 2            | 3            | Pos.         | Totale   |
| ---- | ----------------------------- | --- | ----------- | ------------ | ------------ | ------------ | ------------ | ------------ | ------------ | ------------ | ------------ | -------- |
|      | Liao Qiuyun (CHN)             | A   | 54.80       | 95           | 95           | 98           |              | 120          | 125          | 129          |              | 227      |
|      | Zhang Wanqiong (CHN)          | A   | 54.80       | 96           | 99           | 99           |              | 118          | 123          | 126          |              | 222      |
|      | Hidilyn Diaz (PHI)            | A   | 54.90       | 93           | 93           | 93           | 8            | 115          | 118          | 121          |              | 214      |
| 4    | Zul'fija Činšanlo (KAZ)       | A   | 54.95       | 90           | 93           | 95           | 7            | 120          | 120          | 122          | 4            | 213      |
| 5    | Yenny Sinisterra (COL)        | A   | 55.00       | 90           | 90           | 94           | 5            | 112          | 116          | 119          | 5            | 210      |
| 6    | Muattar Nabieva (UZB)         | A   | 54.90       | 92           | 93           | 96           |              | 112          | 113          | 113          | 6            | 209      |
| 7    | Ana Gabriela López (MEX)      | B   | 55.00       | 90           | 90           | 94           | 4            | 108          | 112          | 112          | 14           | 202      |
| 8    | Rachel Leblanc-Bazinet (CAN)  | A   | 54.85       | 86           | 89           | 91           | 10           | 108          | 108          | 110          | 11           | 201      |
| 9    | Jourdan Delacruz (USA)        | B   | 53.65       | 87           | 88           | 91           | 11           | 109          | 112          | 115          | 7            | 200      |
| 10   | Svetlana Eršova (RUS)         | A   | 54.85       | 88           | 91           | 92           | 9            | 106          | 109          | 112          | 13           | 200      |
| 11   | Kristina Şermetowa (TKM)      | A   | 55.00       | 83           | 83           | 86           | 14           | 107          | 110          | 110          | 12           | 196      |
| 12   | Joanna Łochowska (POL)        | B   | 55.00       | 80           | 83           | 85           | 18           | 107          | 110          | 113          | 8            | 195      |
| 13   | Kanae Yagi (JPN)              | A   | 54.75       | 83           | 85           | 87           | 19           | 107          | 110          | 112          | 10           | 195      |
| 14   | Shoely Mego (PER)             | B   | 54.85       | 78           | 82           | 84           | 21           | 103          | 108          | 110          | 9            | 194      |
| 15   | Jennifer Lombardo (ITA)       | B   | 53.85       | 82           | 85           | 86           | 16           | 105          | 108          | 110          | 15           | 193      |
| 16   | Kamila Konotop (UKR)          | B   | 54.45       | 83           | 86           | 88           | 12           | 100          | 104          | 106          | 18           | 192      |
| 17   | Rosane Santos (BRA)           | C   | 54.70       | 83           | 86           | 87           | 13           | 98           | 102          | 104          | 17           | 191      |
| 18   | Nina Sterckx (BEL)            | C   | 53.55       | 80           | 83           | 85           | 15           | 99           | 102          | 102          | 21           | 187      |
| 19   | Ayana Sadoyama (JPN)          | B   | 53.55       | 80           | 83           | 85           | 22           | 100          | 103          | 105          | 19           | 186      |
| 20   | Lucrezia Magistris (ITA)      | B   | 54.75       | 85           | 85           | 88           | 17           | 100          | 105          | 105          | 26           | 185      |
| 21   | Chiang Nien-hsin (TPE)        | B   | 55.00       | 80           | 80           | 80           | 28           | 105          | 110          | 110          | 16           | 185      |
| 22   | Letícia Laurindo (BRA)        | C   | 54.25       | 80           | 84           | 84           | 20           | 100          | 100          | 104          | 25           | 184      |
| 23   | Sarah Øvsthus (NOR)           | B   | 54.55       | 79           | 82           | 82           | 24           | 100          | 100          | 102          | 27           | 182      |
| 24   | Sabina Azimova (AZE)          | C   | 54.95       | 73           | 76           | 79           | 29           | 98           | 102          | 106          | 20           | 181      |
| 25   | Sümeyye Kentli (TUR)          | C   | 54.95       | 75           | 78           | 80           | 27           | 96           | 100          | 102          | 24           | 180      |
| 26   | Haylee Johnson (CAN)          | D   | 55.00       | 73           | 76           | 78           | 30           | 93           | 97           | 100          | 23           | 178      |
| 27   | Katrine Bruhn (DEN)           | C   | 55.00       | 76           | 79           | 82           | 23           | 96           | 99           | 100          | 31           | 178      |
| 28   | Atenery Hernández (ESP)       | C   | 54.80       | 80           | 83           | 83           | 26           | 95           | 98           | 101          | 29           | 178      |
| 29   | Rebekka Jacobsen (NOR)        | C   | 54.90       | 75           | 77           | 78           | 31           | 98           | 101          | 103          | 28           | 176      |
| 30   | Sneha Soren (IND)             | D   | 52.85       | 69           | 72           | 74           | 37           | 94           | 98           | 101          | 22           | 172      |
| 31   | Amy Williams (GBR)            | C   | 54.80       | 73           | 76           | 78           | 35           | 94           | 97           | 99           | 30           | 173      |
| 32   | Nouha Landoulsi (TUN)         | C   | 54.50       | 70           | 81           | 85           | 25           | 90           | 100          | 100          | 34           | 171      |
| 33   | Chamari Warnakulasuriya (SRI) | C   | 54.85       | 75           | 75           | 75           | 36           | 93           | 96           | 96           | 32           | 168      |
| 34   | Aksana Zalatarova (ISR)       | D   | 55.00       | 70           | 74           | 77           | 33           | 86           | 90           | 90           | 33           | 167      |
| 35   | Sandra Jensen (DEN)           | D   | 54.80       | 73           | 76           | 76           | 34           | 89           | 91           | 92           | 35           | 165      |
| 36   | Mary Kini Lifu (SOL)          | D   | 54.95       | 70           | 74           | 77           | 32           | 85           | 85           | 89           | 37           | 162      |
| 37   | Poupak Basami (IRI)           | D   | 54.60       | 64           | 69           | 72           | 38           | 82           | 86           | 91           | 36           | 158      |
| 38   | Chuluunbaataryn Nyamzul (MGL) | D   | 53.90       | 65           | 68           | 68           | 39           | 80           | 83           | 86           | 38           | 148      |
| 39   | Marina Marković (CRO)         | D   | 54.20       | 60           | 63           | 65           | 40           | 76           | 80           | 80           | 39           | 145      |
| —    | Génesis Rodríguez (VEN)       | A   | 54.90       | 93           | 95           | 97           | 6            | 113          | 113          | 113          | —            | —        |
| —    | Maya Ivanova (BUL)            | B   | 54.90       | 82           | 82           | 82           | —            | 100          | 100          | 100          | —            | —        |
| —    | Gilyeliz Guzman (PUR)         | D   | ritirata    | ritirata     | ritirata     | ritirata     | ritirata     | ritirata     | ritirata     | ritirata     | ritirata     | ritirata |
| —    | Soumia Dik (MAR)              | D   | ritirata    | ritirata     | ritirata     | ritirata     | ritirata     | ritirata     | ritirata     | ritirata     | ritirata     | ritirata |